# Bufoceratias shaoi
Bufoceratias shaoi är en fiskart som beskrevs av Pietsch, Ho och Chen 2004. Bufoceratias shaoi ingår i släktet Bufoceratias och familjen Diceratiidae. Inga underarter finns listade.